# Jagiellonida

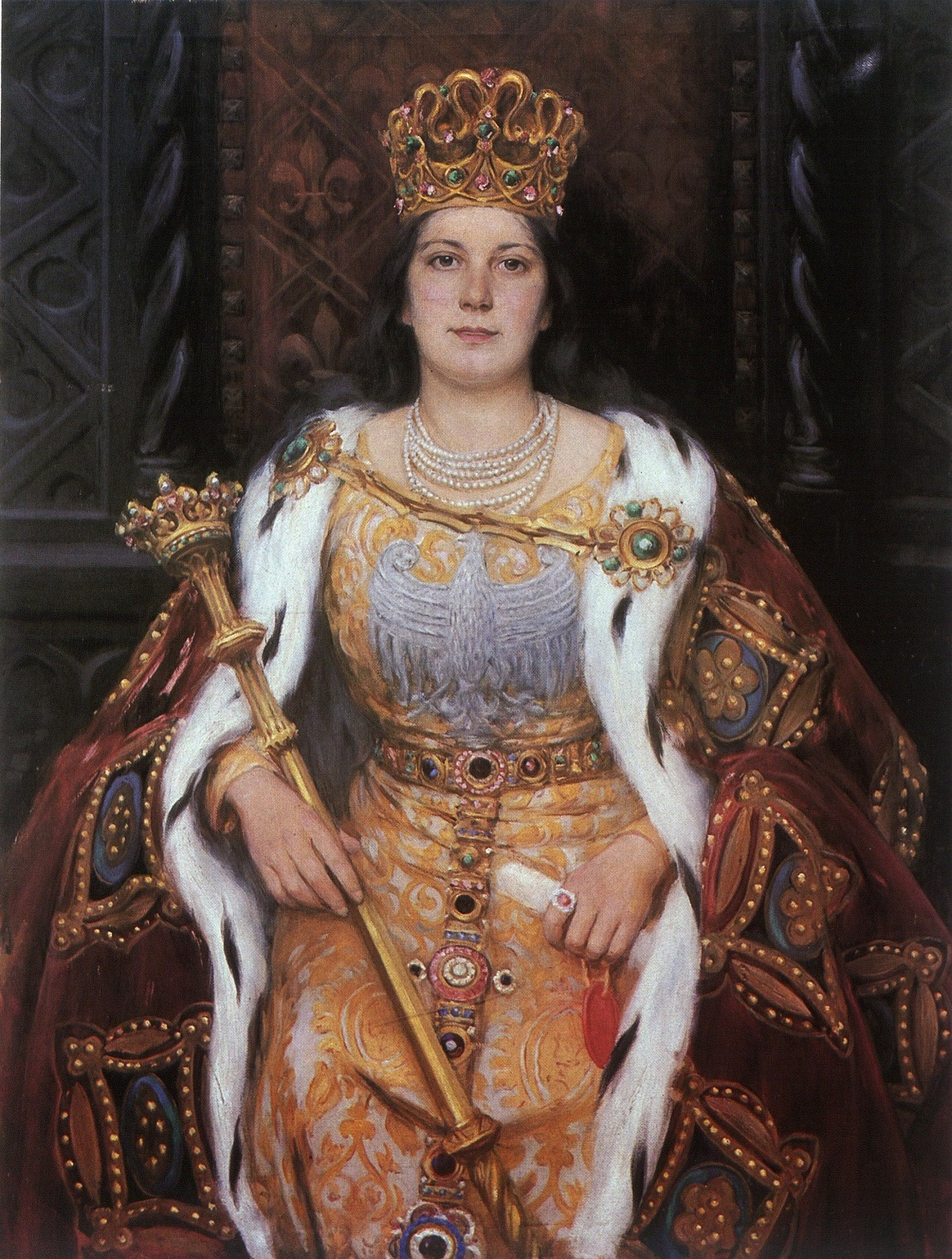
Aleksander Augustynowicz, Królowa Jadwiga

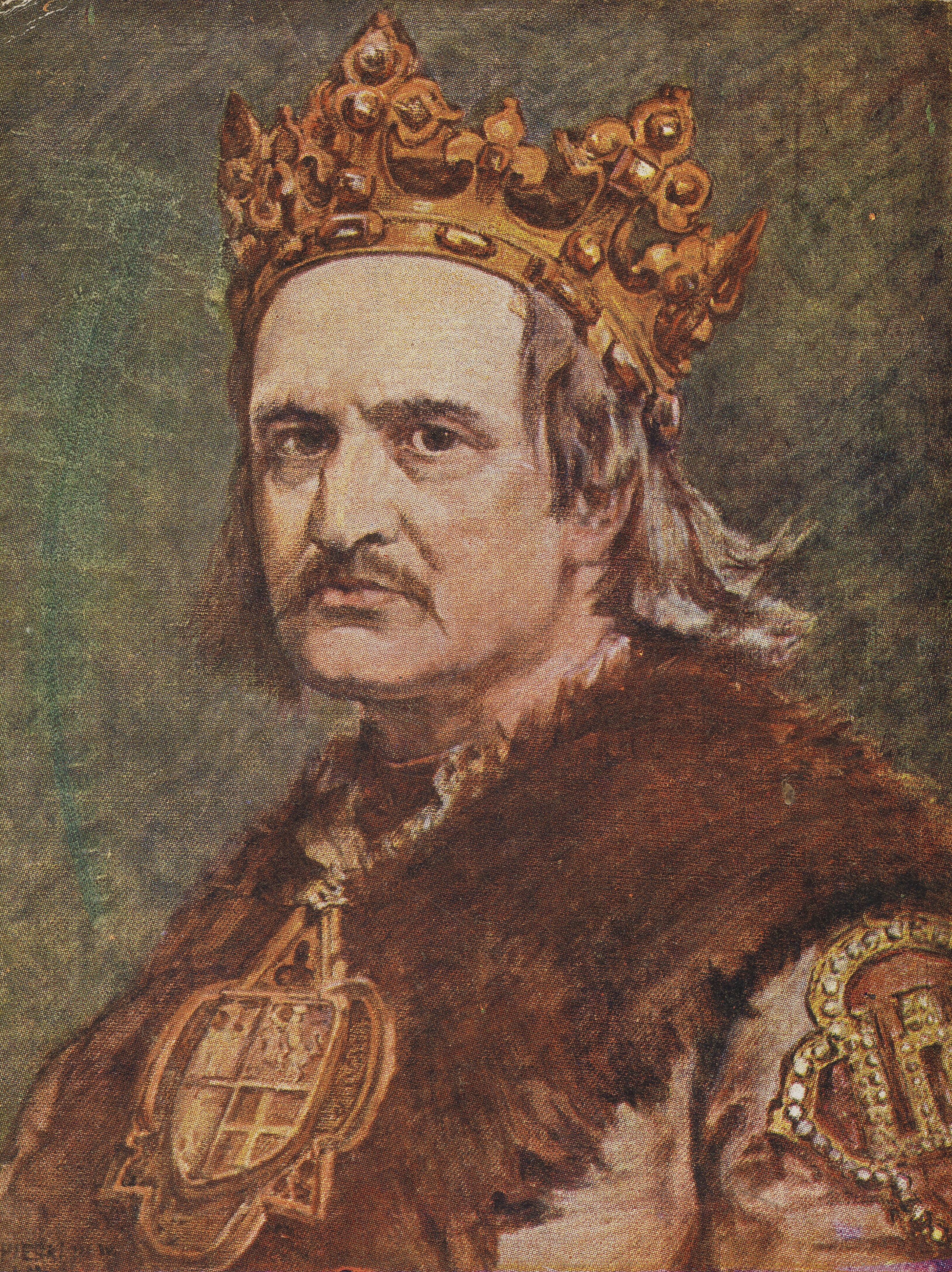
Władysław Jagiełło

Jagiellonida, czyli zjednoczenie Litwy z Polską – epos oświeceniowego poety Dyzmy Bończy-Tomaszewskiego, opublikowany w 1817 w Berdyczowie. Utwór opowiada o początkach unii polsko-litewskiej, zawiązanej poprzez małżeństwo królowej Jadwigi i księcia Jagiełły. Epos został napisany oktawą, czyli strofą ośmiowersową pochodzenia włoskiego rymowaną abababcc. Strofy Jagiellonidy są o tyle nietypowe, że zostały napisane trzynastozgłoskowcem, a nie typowym dla tej formy jedenastozgłoskowcem.
Nawiąże nowe stróny, ich dźwięki pieszczone

Przypomną nam Jadwigę Monarchinię młodą,

Jey westchnienia, miłością kraju przytłumione,

Wdzięk uroczy wabiący najswieższą urodą,

J twoie Władysławie zwycięzstwa wsławione

Pognębieniem Tatarów i Krzyżaków szkodą.

J te czasy szczęsliwe, w których Polak mężny

Był przychodnióm łaskawy,  sąsiadóm potężny.
W dyskusji na temat Jagiellonidy brał udział młody Adam Mickiewicz.